# Adnan Al Hafez
Adnan Al Hafez (Damasco, 23 aprile 1984) è un ex calciatore siriano, di ruolo portiere.

## Carriera

### Club
Ha giocato nel campionato siriano e belga.

### Nazionale
Ha esordito in Nazionale nel 2006, partecipando alla Coppa d'Asia nel 2011.